# Germe
Germe (griechisch Γέρμη; auch Ἱερὰ Γέρμη Hiera Germe „Heiliges Germe“) war eine antike Stadt in der Landschaft Mysien im nordwestlichen Kleinasien in der heutigen Türkei. Sie lag zwischen den Flüssen Makestos und Rhyndakos. Obwohl Germe relativ unbedeutend war, ist eine umfangreiche Münzprägung der Stadt aus römischer Zeit überliefert. Auf ein untergegangenes christliches Bistum der Stadt geht das Titularbistum Germa in Hellesponto der römisch-katholischen Kirche zurück.